# Retrofoco
El retrofoco es un tipo de construcción para objetivos gran angular también llamado de teleobjetivo invertido. Esta construcción se emplea para paliar la limitación de diseño de algunas cámaras en las que la distancia focal no puede ser todo lo reducida que se desea.
Por ejemplo, una cámara SLR precisa de un espacio para el movimiento del espejo por el que no podrían diseñarse lentes simétricas de distancias focales menores a la normal (50 mm). Con una construcción de retrofoco se consigue toda la gama de gran angulares, hasta el objetivo ojo de pez.
En este diseño, similar al de un teleobjetivo invertido (enfocando a la superficie de la película), ocurre que la distancia focal real es mayor que la distancia focal equivalente, resultando por ello objetivos de mayor tamaño para distancias focales menores.